# Polygonverbindung

Keilwellenverbindung im Vergleich zur Polygonverbindung.

Die Polygonverbindung ist ein Maschinenelement, welches oft im Maschinenbau anzutreffen ist. Durch ihre charakteristische Polygonform wird sie den sogenannten Unrundverbindungen zugeteilt. Dabei gehört sie zu den lösbaren bzw. verschieblichen Verbindungen. Sie werden vor allem bei stoßenden Beanspruchungen eingesetzt. Die Grundform ist meist das Dreieck oder Quadrat. Sie kann als formschlüssige Welle-Nabe-Verbindung zum Beispiel alternativ zu anderen Profilwellenverbindungen (Keilwellenverbindung) eingesetzt werden. Die Abmessungen von Polygonprofilen mit Dreieck- und Viereckform sind in der DIN 32711 und DIN 32712 veröffentlicht. Diese werden P3G-Profil (Dreieck) und P4C-Profil (Viereck) genannt.
Weiterhin können auch von dieser Norm abweichende Polygonprofile mit mehr Ecken genutzt werden, wenn diese Konturen die Anforderungen der Polygonverbindung besser abdecken können.

## Auslegung

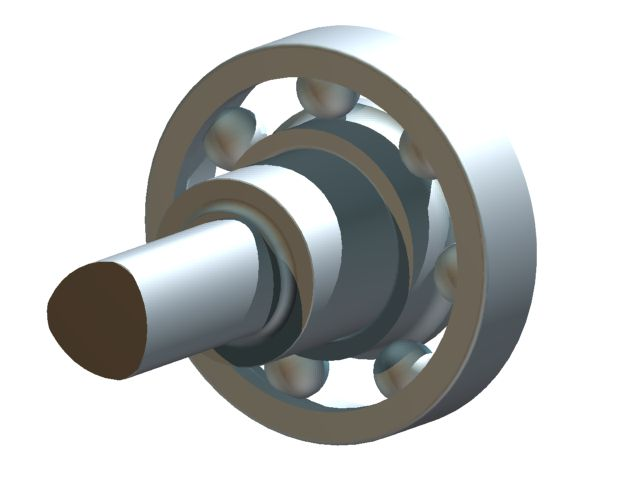
Polygonverbindung P3G an einem Wellenstumpf.

Rechnerisch wird die Verbindung auf die zulässige Flächenpressung des Werkstoffes überprüft.
Für das P3G-Profil gilt:
{\displaystyle p_{m}\approx {\frac {K_{A}\cdot T_{\text{nenn}}}{l'\cdot \left(0{,}75\cdot \pi \cdot e_{1}\cdot d_{1}+0{,}05\cdot d_{1}^{2}\right)}}\leq p_{\text{zul}}}
Für das P4C-Profil gilt:
{\displaystyle p_{m}\approx {\frac {K_{A}\cdot T_{\text{nenn}}}{l'\cdot \left(\pi \cdot e_{r}\cdot d_{r}+0{,}05\cdot d_{r}^{2}\right)}}\leq p_{\text{zul}}}
Mit:
- {\displaystyle T}: zu übertragendes Nenndrehmoment
- {\displaystyle K_{A}}: Anwendungsfaktor
- {\displaystyle e_{r}={\frac {d_{1}-d_{2}}{4}}}: rechnerische Exzentergröße
- {\displaystyle d_{r}=d_{2}+2\cdot e_{r}}: rechnerischer theoretischer Durchmesser
- {\displaystyle d_{1},d_{2},e_{1}}: Profilgrößen nach DIN 32711, DIN 32712
- {\displaystyle l'}: tragende Profillänge
- {\displaystyle p_{\text{zul}}}: zulässige Flächenpressung

Zusätzlich muss auch noch der durch Torsion, Biegung, Zug und Druck beanspruchte Querschnitt nach den anerkannten Regeln der Technik überprüft werden.

## Vorteile
- sehr geringe Kerbwirkung
- Selbstzentrierung (Flankenzentriert)
- sehr hohe Drehmomente können übertragen werden
- gute dynamische Eigenschaften (hohe Laufruhe)
- einfache Montage
- raumsparend
- gute Eignung für Leichtbaukonzepte

## Nachteile
- hohe lokale Flächenpressung
- radiale Kräfte (Sprengkräfte auf Nabe)
- teuer im Vergleich zur Passfeder
- Herstellung durch Fräsen, Schleifen oder Räumen teuer, mit Unrunddrehverfahren wirtschaftlich[1]
- Dimensionierung
- schwierige Lagerung